# 今井宏 (法学者)
今井 宏（いまい ひろし、1924年（大正13年）10月7日- ）は、日本の法学者（商法）。法学博士（京都大学・論文博士・1975年）。元九州大学教授。姫路獨協大学名誉教授、大阪府立大学名誉教授。弁護士。2024年４月17日没

## 略歴
- 1924年 山口県山口市出身
- 1947年 京都大学法学部卒業
- 1963年 大阪府立大学教授
- 1975年 法学博士（京都大学）（学位論文「議決権代理行使の勧誘」）
- 1980年 九州大学教授
- 1980年 大阪府立大学名誉教授
- 1988年 九州大学定年退官　姫路獨協大学教授
- 1992年 大同生命保険相互会社取締役
- 1998年 大同生命保険相互会社取締役退職
- 2000年 姫路獨協大学退職
- 2000年 姫路獨協大学名誉教授

## 著書
- 『新会社法概説 第2版』（有斐閣、2010年） - 大隅健一郎、小林量と共著 https://www.yuhikaku.co.jp/books/detail/9784641135659
- 『合併の理論と実務』（商事法務、2005年） - 河本一郎、中村直人、菊地伸、中西敏和、堀内康徳と共著https://www.shojihomu.co.jp/publication?publicationId=537959
- 『会社の合併』（商事法務、2005年） - 菊地伸と共著 https://www.shojihomu.co.jp/publication?publicationId=535080
- 『鑑定意見　会社法・証券取引法』（商事法務、2005年） - 河本一郎と共著
- 『最新会社法概説[第6版]』（有斐閣、2004年） - 大隅健一郎と共著。
- 『商法概説(1)序論、総則、会社法[第7版]』（有斐閣、2001年） - 有斐閣双書、大隅健一郎と共編
- 『会社法 鑑定と実務』（有斐閣、1999年） - 河本一郎と共著
- 『会社法辞典』（中央経済社、1994年） - 河本一郎、森田章と編著
- 『会社法論(中)[第3版]』（有斐閣、1992年） - 大隅健一郎と共著
- 『会社法論(上)[第3版]』（有斐閣、1991年） - 大隅健一郎と共著
- 『会社法論(下)II組織変更・合併、外国会社、罰則』（有斐閣、1991年） - 大隅健一郎と共著
- 『株主総会の理論』（有斐閣、1987年） - 今井宏著
- 『注釈株式会社法（上）・（下）』（1984年、有斐閣） - 神崎克郎、菅原菊志、田村諄之輔、長浜洋一、蓮井良憲、平出慶道、前田庸と共著